# 厦门工学院

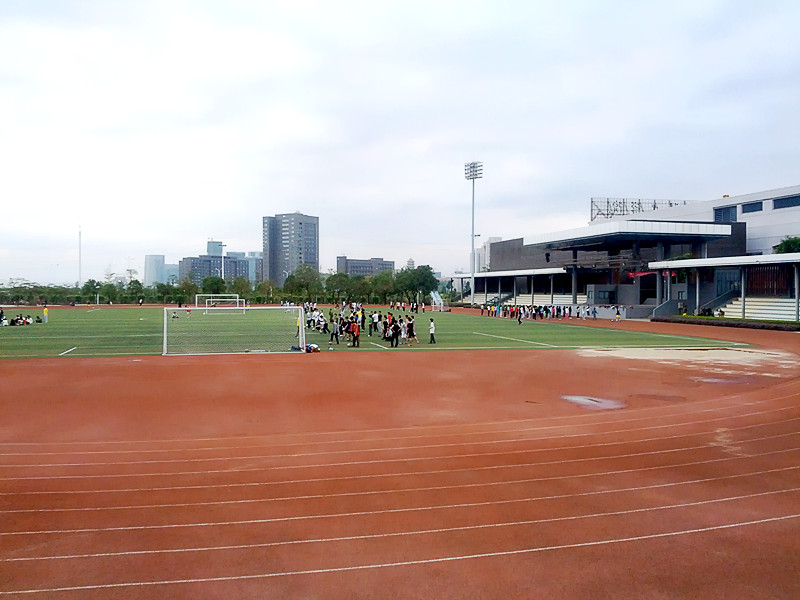
厦门工学院校园

华侨大学厦门工学院（经中国教育部批准由華僑大學與福建金帝集團合辦的獨立學院），是一所位于中国福建省厦门市集美区的全日制民办普通本科高校。

## 历史沿革
2009年，经教育部批准建校。
2014年12月下旬，接受教育部全国高校设置评议委员会专家组进校考察后，2015年1月份全国高校设置评议委员会第六届四次会议全票通过华侨大学厦门工学院转设为独立建制的普通本科高校“厦门工学院”，在福建省率先实现独立学院转设。
2019年，该校通过教育部本科教学工作合格评估。
2025年7月16日，厦门工学院融新学院揭牌成立

## 院系设置
厦门工学院采取书院制，设立五大书院：友仁书院、友敏书院、友惠书院、友恭书院、友善书院。设置有材料与环境工程学院、机械与动力工程学院、交通工程学院、电子与信息工程学院、建筑规划学院、商学院、国际教育学院等7个院系。

## 校训
厦门工学院校训為「明志、博学、修身、力行」。

## 外部連結
- 厦门工学院 （页面存档备份，存于）